# Rajd Niemiec 1998
Rajd Niemiec 1998 (17. ADAC Rallye Deutschland) – 17 edycja rajdu samochodowego Rajd Niemiec rozgrywanego w Niemczech. Rozgrywany był od 2 lipca do 4 lipca 1998 roku. Była to dwudziesta ósma runda Rajdowych Mistrzostw Europy w roku 1998 (rajd miał najwyższy współczynnik - 20), czwarta runda Rajdowych Mistrzostw Niemiec i trzecia runda Rajdowych Mistrzostw Holandii.

## Klasyfikacja rajdu
| Miejsce                          | Kierowca                     | Pilot                        | Samochód                     | Czas                         | Strata                       |                              |
| Klasyfikacja generalna i ERC     | Klasyfikacja generalna i ERC | Klasyfikacja generalna i ERC | Klasyfikacja generalna i ERC | Klasyfikacja generalna i ERC | Klasyfikacja generalna i ERC | Klasyfikacja generalna i ERC |
| -------------------------------- | ---------------------------- | ---------------------------- | ---------------------------- | ---------------------------- | ---------------------------- | ---------------------------- |
| 1.                               | Matthias Kahle               | Dieter Schneppenheim         | Toyota Corolla WRC           | 2:32:08.9                    | 0.0                          |                              |
| 2.                               | Uwe Nittel                   | Christina Thörner            | Mitsubishi Carisma GT Evo V  | 2:32:13.4                    | +4.5                         |                              |
| 3.                               | Armin Kremer                 | Fred Berssen                 | Subaru Impreza S5 WRC '97    | 2:33:59,0                    | +1:50,1                      |                              |
| 4.                               | Bert de Jong                 | Hans van Goor                | Subaru Impreza S5 WRC '97    | 2:37:18,2                    | +5:09,3                      |                              |
| 5.                               | Nikolaus Schelle             | Gerhard Weiss                | Peugeot 306 Maxi             | 2:42:27,7                    | +10:18,8                     |                              |
| 6.                               | Eddy van den Hoorn           | André Schoonenwolf           | Ford Escort RS Cosworth      | 2:43:31,2                    | +11:22,3                     |                              |
| 7.                               | Emil Triner                  | Miloš Hůlka                  | Škoda Octavia Kit Car        | 2:44:01,7                    | +11:52,8                     |                              |
| 8.                               | Corrado Fontana              | Daniele Pelliccioni          | Renault Mégane Maxi          | 2:45:37,1                    | +13:28,2                     |                              |
| 9.                               | Wolfgang Müller              | Katharina Müller             | Volkswagen Golf III Kit Car  | 2:45:45,9                    | +13:37,0                     |                              |
| 10.                              | Nejat Avci                   | Erkan Bodur                  | Renault Mégane Maxi          | 2:47:01,2                    | +14:52,3                     |                              |
| Klasyfikacja mistrzostw Niemiec  |                              |                              |                              |                              |                              |                              |
| 1.                               | Matthias Kahle               | Dieter Schneppenheim         | Toyota Corolla WRC           | 2:32:08.9                    | 0.0                          |                              |
| 2.                               | Uwe Nittel                   | Christina Thörner            | Mitsubishi Carisma GT Evo V  | 2:32:13.4                    | +4.5                         |                              |
| 3.                               | Armin Kremer                 | Fred Berssen                 | Subaru Impreza S5 WRC '97    | 2:33:59,0                    | +1:50,1                      |                              |
| 4.                               | Nikolaus Schelle             | Gerhard Weiss                | Peugeot 306 Maxi             | 2:42:27,7                    | +10:18,8                     |                              |
| 5.                               | Wolfgang Müller              | Katharina Müller             | Volkswagen Golf III Kit Car  | 2:45:45,9                    | +13:37,0                     |                              |
| Klasyfikacja mistrzostw Holandii |                              |                              |                              |                              |                              |                              |
| 1.                               | Bert de Jong                 | Hans van Goor                | Subaru Impreza S5 WRC '97    | 2:37:18,2                    | 0.0                          |                              |
| 2.                               | Eddy van den Hoorn           | André Schoonenwolf           | Ford Escort RS Cosworth      | 2:43:31,2                    | +6:13.0                      |                              |